# Le Choix du chômage
De Pompidou à Macron, enquête sur les racines de la violence économique
Le Choix du chômage (sous-titre : De Pompidou à Macron, enquête sur les racines de la violence économique) est un roman graphique du journaliste Benoît Collombat et du dessinateur Damien Cuvillier, préfacé par Ken Loach, paru en 2021 aux éditions Futuropolis.

## Thème
Associé avec le dessinateur Damien Cuvillier, le journaliste Benoît Collombat, grand reporter à Radio France, a mené une longue enquête journalistique sur les grands choix économiques des cinquante dernières années en France. Les deux auteurs ont ainsi conçu le roman graphique, intitulé Le Choix du chômage - De Pompidou à Macron, enquête sur les racines de la violence économique pour les éditions Futuropolis, préfacé par le cinéaste Ken Loach. L'ouvrage qui est publié en mars 2021, raconte le basculement idéologique et les choix économiques à partir de la présidence de Georges Pompidou qui ouvre la voie au chômage massif et structurel en France, en se basant notamment sur différents témoignages d’anciens ministres, d’économistes ou de philosophes.

## Accueil
La sortie de l'album reçoit un certain écho, aussi bien dans les médias bédéphiles, que dans les médias nationaux,, et notamment dans la presse d'opinion,.
En janvier 2022, l'album fait partie de la sélection du 28e Prix franceinfo de la BD d'actualité et de reportage 2022.

### Documentation
- Damien Augias, « Entretien avec Benoît Collombat et Damien Cuvillier », sur Nonfiction, 15 avril 2021.
- Grégoire Normand, « ENTRETIEN - « Le choix du chômage », une enquête sur les racines d'un fléau français », sur La Tribune, 20 mai 2021
- Cédric Lépine, « "Le Choix du chômage" de Benoît Collombat et Damien Cuvillier », sur Blogs Mediapart, 8 juillet 2021